# Детелина (Бургасская область)
Детелина (болг. Детелина) — село в Бургасской области Болгарии. Входит в состав общины Карнобат. Находится примерно в 10 км к юго-востоку от центра города Карнобат и примерно в 36 км к западу от центра города Бургас. По данным переписи населения 2011 года, в селе  проживало 229 человек.

## Население
| Год     | 1934 | 1946 | 1956 | 1965 | 1975 | 1985 | 1992 | 2001 | 2011 |
| ------- | ---- | ---- | ---- | ---- | ---- | ---- | ---- | ---- | ---- |
| Жителей | 615  | 638  | 545  | 464  | 373  | 295  | 289  | 276  | 229  |

| Национальность | Человек | Процент |
| -------------- | ------- | ------- |
| болгары        | 161     | 70,31%  |
| цыгане         | 64      | 27,95%  |
| другие         | 3       | 1,31%   |
| Всего ответов  | 229     |         |

|  |